# 귀도 반 로섬

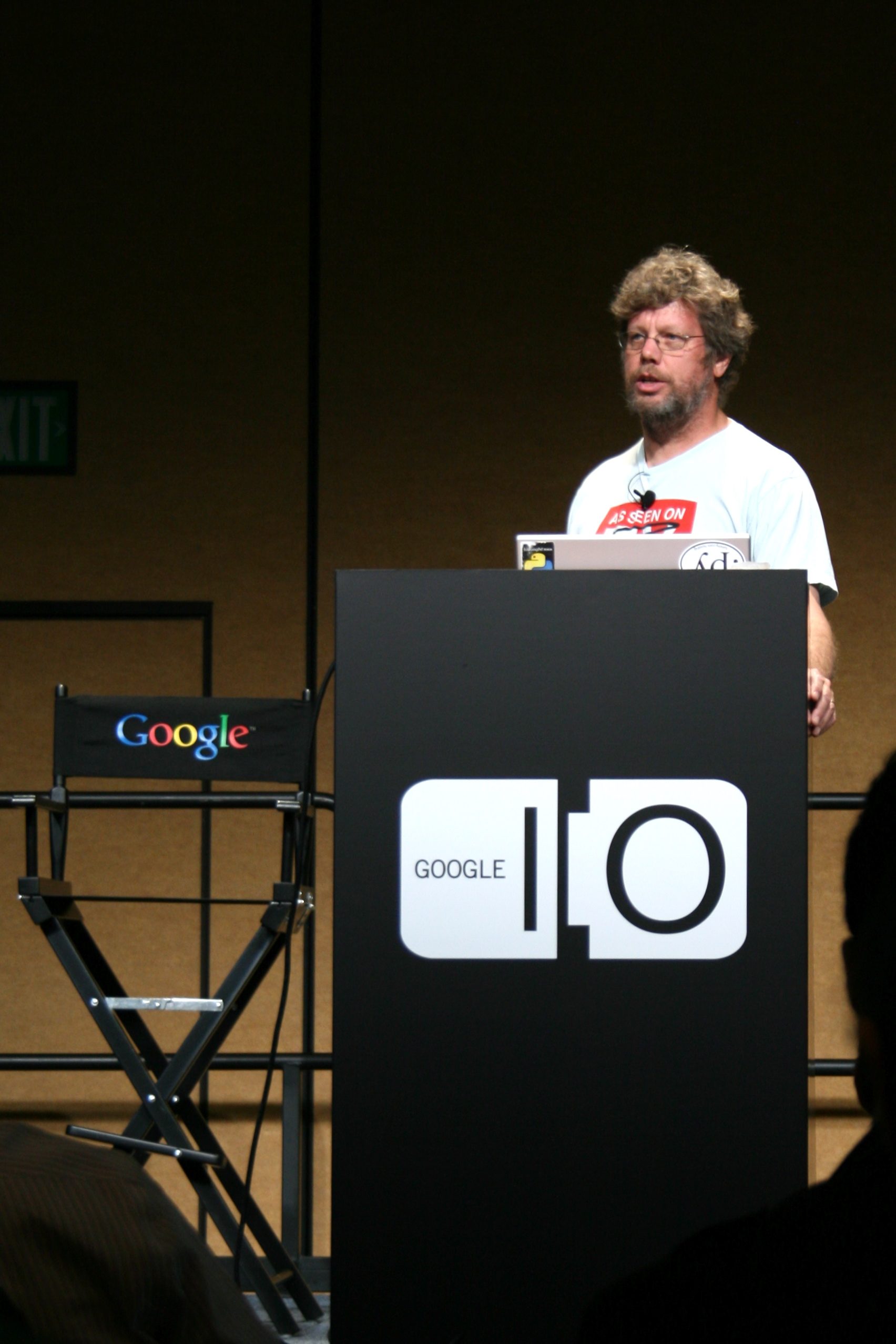
2008년 구글 I/O 개발자 콘퍼런스에서 반 로섬

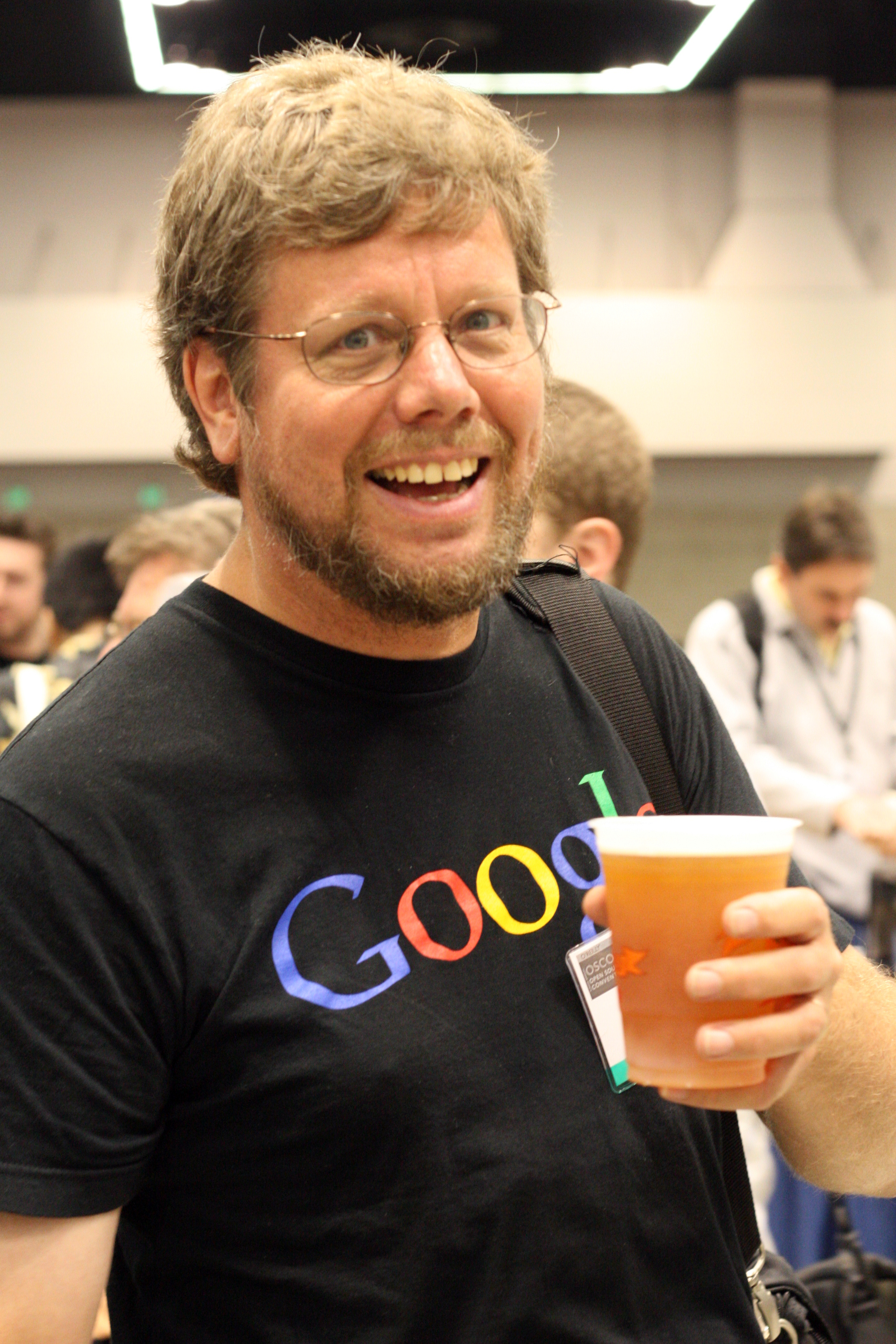
2006년 오라일리 오픈 소스 콘벤션(OSCON)에서 반 로섬

귀도 반 로섬(네덜란드어: Guido Van Rossum, 1956년 1월 31일 ~)은 네덜란드 출신의 프로그래머이다. 프로그래밍 언어인 파이썬을 개발한 것으로 유명하며, 2018년 7월 12일 직에서 물러날 때까지 프로젝트의 자비로운 종신독재자를 맡았다. 이후 2019년까지 파이썬 개발 위원회 위원으로 활동했다.

## 이름
귀도 반 로섬은 한국어 파이썬 사용자들 사이에서 사용되는 표기로, 네덜란드어 발음은 히도 판 로쉼(네덜란드어: [ˈɣido vɑn ˈrɔsʏm, -səm])이다. 로섬은 그의 홈페이지에서 'Guido'를 이탈리아어식으로 "구이도"로 발음하여도 된다고 언급하고 있으며, 유튜브에 공개된 2006년 7월 21일자 구글 Techtalk 에서는 자신을 귀도 판 로썸으로 소개하고 있다.

## 생애
반 로섬은 네덜란드에서 태어나고 자랐으며 1982년 암스테르담 대학교에서 수학 및 컴퓨터 과학 이학사 학위를 받았다. 1974년 국제 수학 올림피아드에서 동메달을 수상했다. 그의 형제 저스트 반 로섬은 글꼴 디자이너이자 프로그래머로, "Python Powered" 로고에 사용된 글꼴을 디자인했다.
반 로섬은 아내 킴 냅과 아들과 함께 캘리포니아주 벨몬트에 거주한다.

## 경력

### 센트룸 비스쿤데 엔 인포르마티카
네덜란드 국립수리컴퓨터과학 연구소(CWI)에서 근무하는 동안, 반 로섬은 1986년에 BSD 유닉스에 glob() 루틴을 작성하고 기여했으며, ABC (프로그래밍 언어) 개발을 도왔다. "ABC의 영향을 언급하려고 노력한다. 왜냐하면 그 프로젝트 동안 배운 모든 것과 그 프로젝트에서 일했던 사람들에게 빚을 지고 있기 때문이다"라고 한 번 언급했다. 또한 파이썬으로 작성된 초기 웹 브라우저인 그레일을 만들었으며, HTML 표준에 대한 논의에 참여했다.
CWI, NIST, 국립 연구 이니셔티브 공사 (CNRI)를 포함한 다양한 연구 기관에서 일했다. 2000년 5월, 다른 세 명의 파이썬 핵심 개발자와 함께 CNRI를 떠나 기술 스타트업 BeOpen.com에서 일했지만, 같은 해 10월에 파산했다. 2000년 말부터 2003년까지 Zope Corporation에서 근무했다. 2003년 반 로섬은 Zope를 떠나 Elemental Security로 옮겼다. 그곳에서 회사를 위한 맞춤형 프로그래밍 언어를 개발했다.

### 구글
2005년부터 2012년 12월까지 반 로섬은 구글에서 근무하며 시간의 절반을 파이썬 언어 개발에 할애했다.
구글에서 파이썬으로 작성된 웹 기반의 코드 검토 시스템인 몬드리안을 개발하여 회사 내에서 사용했다. 이 소프트웨어의 이름을 네덜란드 화가 피트 몬드리안의 이름을 따서 지었다. 또 다른 관련 소프트웨어 프로젝트인 리트벨트의 이름을 네덜란드 디자이너 헤리트 리트펠트의 이름을 따서 지었다. 2012년 12월 7일, 반 로섬은 구글을 떠났다.

### 드롭박스
2013년 1월, 반 로섬은 클라우드 스토리지 회사인 드롭박스에서 근무를 시작했다.
2019년 10월, 반 로섬은 드롭박스를 사직하고 공식적으로 은퇴했다.

### 마이크로소프트
2020년 11월 12일, 반 로섬은 은퇴를 번복하고 마이크로소프트 개발 부서에 합류한다고 발표했다. 현재 마이크로소프트에서 명예 엔지니어 직책을 맡고 있다.

## 파이썬
반 로섬은 1989년 12월, 사무실이 문을 닫는 크리스마스 주간에 "자신을 몰입시킬 만한 '취미' 프로그래밍 프로젝트"를 찾고 있었고, 그때 "새로운 스크립트 언어"를 위한 인터프리터를 작성하기로 결정했다. 이 언어는 "ABC (프로그래밍 언어)의 후손으로, 유닉스/C (프로그래밍 언어) 해커들에게 매력적일 것"이라고 생각했다. 자신의 프로그래밍 언어 이름을 뱀의 종류가 아닌 코미디 시리즈 몬티 파이튼의 비행 서커스에서 따와 파이썬으로 지었다.
파이썬의 전신인 ABC가 SETL에서 영감을 받았다고 설명하며, ABC 공동 개발자 람베르트 메르텐스가 "최종 ABC 디자인을 내놓기 전에 뉴욕 대학교의 SETL 그룹에서 1년을 보냈다"고 언급했다.
2018년 7월 12일, 반 로섬은 파이썬 프로그래밍 언어의 자비로운 종신독재자 자리에서 물러난다고 발표했다.

## "모두를 위한 컴퓨터 프로그래밍" 제안
1999년, 반 로섬은 방위고등연구계획국(DARPA)에 "모두를 위한 컴퓨터 프로그래밍"이라는 자금 제안서를 제출하여 파이썬에 대한 자신의 목표를 다음과 같이 정의했다.
- 주요 경쟁 언어만큼 강력하면서도 쉽고 직관적인 언어
- 누구나 개발에 기여할 수 있는 오픈 소스 소프트웨어
- 평이한 영어처럼 이해하기 쉬운 코드
- 짧은 개발 시간을 허용하는 일상 작업에 적합성

2019년에 파이썬은 인터넷 최대 소스 코드 관리 웹사이트인 깃허브에서 자바스크립트에 이어 두 번째로 인기 있는 언어가 되었다. 2024년에는 파이썬이 10년간 가장 많이 사용된 언어였던 자바스크립트를 제치고 깃허브에서 가장 많이 사용되는 언어가 되었다. 프로그래밍 언어 인기 조사에 따르면 파이썬은 채용 공고에서 가장 많이 언급되는 상위 10개 언어 중 하나로 꾸준히 선정되고 있다. 또한 파이썬은 TIOBE 프로그래밍 커뮤니티 지수에 따르면 2004년 이후 매년 가장 인기 있는 프로그래밍 언어 상위 10개에 포함되었으며, 2021년 10월에는 1위를 차지했다.

## 수상
- 2002년 브뤼셀에서 열린 FOSDEM 콘퍼런스에서 반 로섬은 파이썬에 대한 공로로 자유 소프트웨어 재단(FSF)으로부터 2001년 자유 소프트웨어 발전상을 받았다.
- 2003년 5월, NLUUG 상을 받았다.[37]
- 2006년, 미국 컴퓨터 학회의 저명한 엔지니어로 인정받았다.
- 2018년, 컴퓨터 역사 박물관의 펠로우로 선정되었다.[38]
- 2019년, CWI로부터 딕스트라 펠로우 명예 칭호를 받았다.[39]
- 2023년, 파이썬 프로그래밍 언어 개발에 기여한 공로로 NEC Corporation으로부터 C&C 상을 수상했다.[40]